# Andreas Niederberger
Andreas Niederberger (* 20. April 1963 in München) ist ein ehemaliger deutscher Eishockeyspieler. Er ist Mitglied der deutschen Eishockey Hall of Fame und war von 2022 bis 2024 Vizepräsident des DEB.

## Karriere
Niederberger begann seine Karriere 1980 beim EC Bad Tölz in der 2. Bundesliga. Im Jahr 1983 wechselte er in die Bundesliga zum Mannheimer ERC. Am Ende seiner ersten Saison in der höchsten deutschen Spielklasse wurde er zum Newcomer des Jahres gewählt. Er wechselte 1985 zum SB Rosenheim, von dem aus er während der Saison 1985/86 zur Düsseldorfer EG ging. In den Jahren von 1986 bis 1998 feierte er seine größten sportlichen Erfolge: Er wurde mit der DEG fünfmal (1990–1993 und 1996) Deutscher Meister. 
1998 kehrte er für ein Jahr in seine Geburtsstadt zum ESC München in die 2. Liga Süd zurück, bevor er seine Karriere als aktiver Spieler am Ende der Saison 1999/2000 in der Oberliga bei den Ratinger Ice Aliens beendete.
In 210 A-Länderspielen erzielte der Verteidiger 15 Tore.

## Karriere als Funktionär
Von 2022 bis 2024 war Niederberger Vizepräsident des Deutschen Eishockey-Bundes.
Am 25. April 2025 gab sein ehemaliger Arbeitgeber Düsseldorfer EG bekannt, dass er zusammen mit seinem ehemaligen Mitspieler Rick Amann als Geschäftsführer die sportlichen und wirtschaftlichen Geschicke der DEG lenken wird.

## Erfolge

### National
- 5 × Deutscher Meister: 1990, 1991, 1992, 1993, 1996

### International
- 10 Teilnahmen an der A-WM: 1985, 1986, 1987, 1989, 1990, 1991, 1992, 1993, 1994, 1995
- 4 Teilnahmen an Olympischen Spielen: 1984, 1988, 1992, 1994
- 1 × Teilnahme am Canada Cup: 1984

## Erfolge und Auszeichnungen
- Bester Newcomer 1983/84
- Bester Verteidiger der DEL Playoffs 1989/90
- Mitglied der Deutschen Hall of Fame

## Sonstiges
Andreas Niederberger kommentiert als Experte Eishockey-Berichterstattungen im Fernsehen und arbeitete in der Saison 2006/07 als Trainer der Schüler-Mannschaft der DEG Metro Stars. Seit der Saison 2007/08 trainierte er das DNL-Team der DEG.
Seine Söhne Mathias und Leon sind ebenfalls Eishockeyspieler.

## Karrierestatistik
(Legende zur Spielerstatistik: Sp oder GP = absolvierte Spiele; T oder G = erzielte Tore; V oder A = erzielte Assists; Pkt oder Pts = erzielte Scorerpunkte; SM oder PIM = erhaltene Strafminuten; +/− = Plus/Minus-Bilanz; PP = erzielte Überzahltore; SH = erzielte Unterzahltore; GW = erzielte Siegtore; 1 Play-downs/Relegation; Kursiv: Statistik nicht vollständig)